# Scrittura Tangut
La scrittura tanguta è un sistema di scrittura logografico, non più in uso, per scrivere la lingua tanguta, anch'essa oggi estinta. Fu la lingua ufficiale della Dinastia Xīxià o Xià occidentale, i cui territori si trovavano nelle zone delle odierne Cina settentrionale, Mongolia e Tibet nord-occidentale.

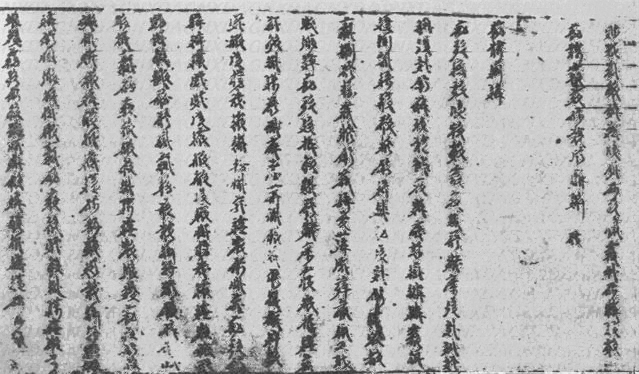
Un esempio di scrittura corsiva tanguta: particolare della traduzione tanguta de L'arte della guerra di Sūnzi, conservato nell'Archivio della Regione autonoma di Níngxià

## Storia
Secondo la Sòngshǐ (宋史T, lett. "Storia della dinastia Song"), la scrittura tanguta fu inventata nel 1036 dall'alto ufficiale Yělì Rénróng sotto la supervisione dell'imperatore Xià occidentale Lǐ Yuánhào. La scrittura fu inventata in un tempo considerevolmente breve e fu rapidamente posta in uso, giacché furono fondate delle scuole statali per insegnarla. Essa fu usata per i documenti ufficiali della dinastia Xīxià (solo quelli di natura diplomatica erano bilingui, in tanguto e cinese). Fu poi tradotto in tanguto, dal tibetano e dal cinese, un rilevante numero di scritti sacri buddhisti, che furono anche xilografati in questa scrittura. La dinastia Xīxià crollò nel 1227 sotto i colpi di Gengis Khan, ma la scrittura tanguta le sopravvisse per oltre due secoli: uno degli esempi più tardi risale al 1502.

## Caratteri e stili
Secondo i calcoli più recenti, ne sono noti 5863 caratteri, escludendo le varianti grafiche. L'aspetto dei caratteri Tangut ricorda vagamente quello dei caratteri cinesi, e ne segue in parte lo stesso tratteggio, ma i metodi per formare i caratteri tangut sono significativamente diversi da quelli per formare i caratteri cinesi: in ogni caso, essi risultano completamente illeggibili ai cinesi. Come la calligrafia cinese, anche la scrittura tanguta presenta gli stili del sigillo, semi-corsivo e d'erba, o corsivo. La codificazione nel sistema Unicode della scrittura tanguta è attualmente in corso, ma sono già disponibili alcuni font.

## Struttura
I caratteri Tangut si possono suddividere in due classi: semplici e composti. Questi ultimi sono più frequenti.

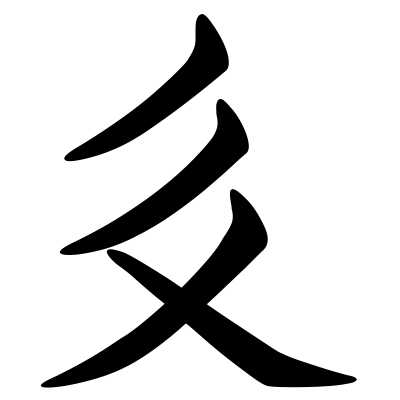
Un carattere semplice: il carattere tangut per "uomo"

### Caratteri semplici
I caratteri semplici possono avere natura semantica o fonetica. Quasi nessun carattere tangut è pittografico, com'erano invece alcuni dei caratteri cinesi al tempo della loro creazione: si tratta di una delle principali differenze tra i caratteri tangut e cinesi.

### Caratteri composti

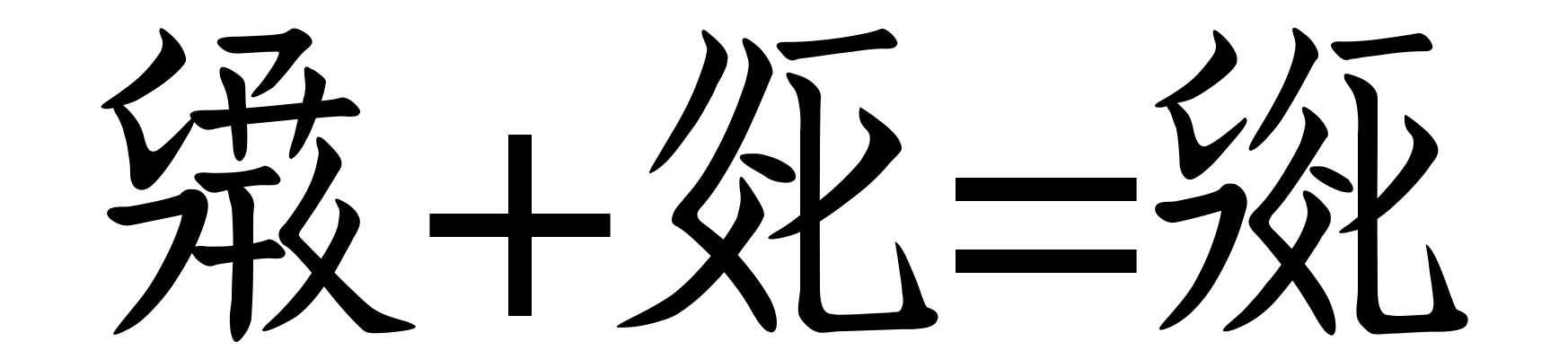
Un carattere tangut composto: "fango" (a destra) si scriveva unendo parte del carattere "acqua" (a sinistra) e l'intero carattere "terra" (in mezzo)

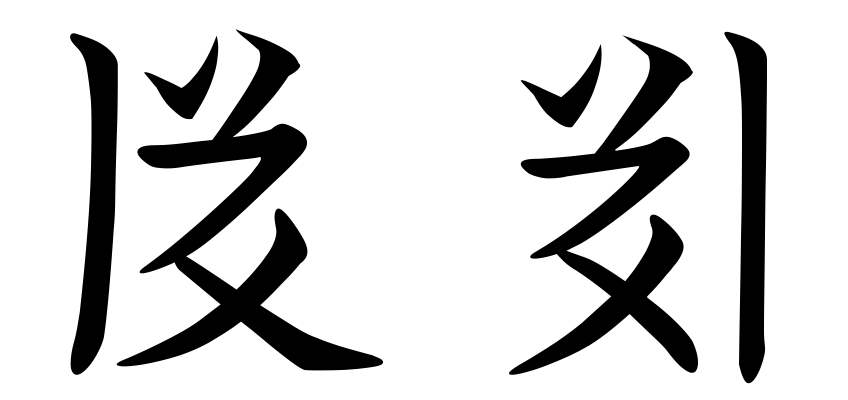
Una coppia notevole: i caratteri tangut per "dito della mano" (a destra) e "dito del piede" (a sinistra) sono formati dagli stessi componenti con una disposizione diversa

La maggioranza dei caratteri composti ha due componenti; solo pochi ne hanno tre o quattro. Un componente può essere un carattere semplice, o una parte di un carattere composto. I caratteri composti possono avere natura semantico-semantica o semantico-fonetica. Un piccolo gruppo di caratteri composti aveva la specifica funzione di traslitterare prestiti cinesi o sanscriti.

### Coppie notevoli
Esistono alcune coppie notevoli di caratteri composti. Tali caratteri, che hanno significati affini, sono composti dagli stessi componenti, collocati però in posizioni diverse (es.: AB e BA, ABC e ACB).

## Riscoperta e decifrazione
La maggioranza dei testi tangut oggi noti fu scoperta nel 1908 da Pëtr Kuzmič Kozlov negli scavi archeologici di Khara-Khoto, e questi reperti sono attualmente conservati nella sezione di San Pietroburgo dell'Istituto di Studi Orientali dell'Accademia russa delle scienze. La raccolta ammonta a circa 10.000 volumi, in maggioranza testi religiosi buddisti, testi giuridici e documenti, datati dalla metà dell'XI secolo sino al primo XIII secolo. Tra i testi buddhisti è stata recentemente scoperta una serie di testi nuovi, di cui non esistono versioni in lingua cinese o tibetana. Si conservano inoltre il Canone buddhista, i Classici confuciani ed un gran numero di testi indigeni. Le altre collezioni principali di testi in lingua e scrittura tanguta, di dimensioni considerevolmente minori, appartengono al British Museum, alla Biblioteca Nazionale di Pechino e ad altre biblioteche.

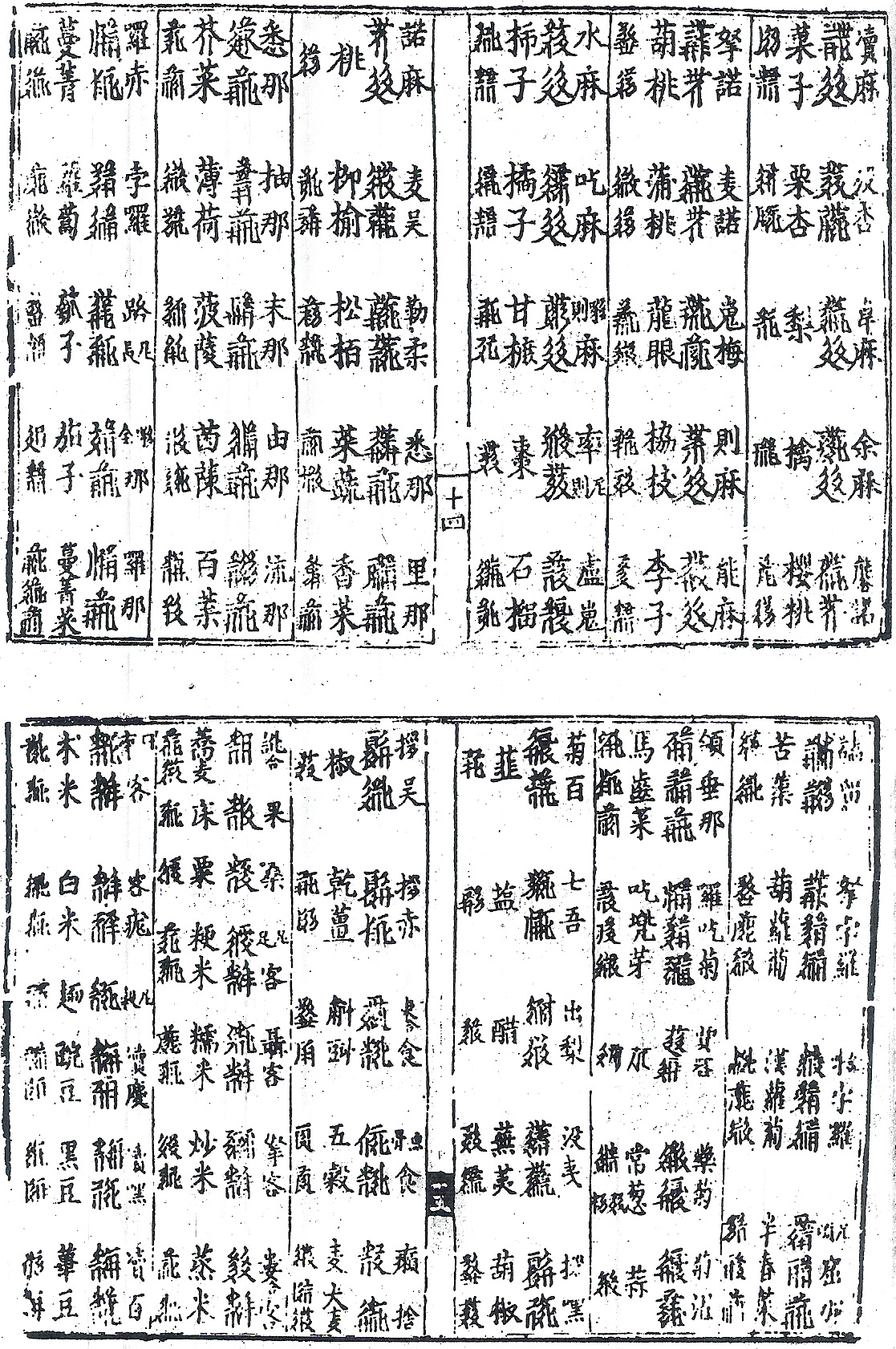
Una pagina dal Fanhan heshi zhangzhongzhu (cinese: 番漢合時掌中珠, Cinese-tangut: comoda perla opportuna), dizionario cinese-tangut del XII secolo

La ricerca sulla scrittura e sulla lingua tangut cominciò nel primo XX secolo, quando M. Maurisse acquistò una copia tangut del Sutra del Loto, parzialmente studiata da studiosi cinesi di cui non è nota l'identità. Dopo la scoperta, da parte di P. K. Kozlov, della biblioteca di Khara-Khoto, la scrittura fu identificata come quella dello Stato tangut degli Xià occidentali. Si aprì così, anche grazie a vocabolari d'epoca trovati in quella biblioteca, la possibilità di studiare, contemporaneamente, una lingua ed una scrittura precedentemente ignote. Contributi successivi allo studio di entrambe sono stati realizzati da studiosi come A. I. Ivanov, Ishihama Juntaro (石濱純太郎), B. Laufer, Luo Fuchang (羅福萇), Luo Fucheng (羅福成), e Wang Jingru (王靜如) hanno successivamente contribuito alle ricerche su lingua e scrittura tanguta. Il contributo più significativo proviene dallo studioso russo N. A. Nevskij, che compilò il primo dizionario Tangut, rendendo possibile la lettura e la comprensione dei testi. Le sue ricerche, pubblicate nel 1960 col titolo di "Tangutskaya Filologia" gli valsero il premio Lenin, conferito in memoria nel 1962 (Nevskij era caduto nel 1937, vittima delle purghe staliniane).